# Bocaina de Minas
Bocaina de Minas is een gemeente in de Braziliaanse deelstaat Minas Gerais. De gemeente telt 5.216 inwoners (schatting 2009).

## Aangrenzende gemeenten
De gemeente grenst aan Aiuruoca, Alagoa, Carvalhos, Itamonte, Liberdade, Passa-Vinte, Itatiaia (RJ) en Resende (RJ)